# Junes Lazaar
Junes Lazaar (Vilvoorde, 7 november 1987) is een Belgische danser, choreograaf en film- en televisieacteur met een Marokkaanse achtergrond.

## Biografie

### Dans
Lazaar begon pas op zijn zestiende te dansen, toen hij bij toeval een breakdance-sessie zag. Hij volgde geen dansles, maar nam deel aan vrije danssessies. Pas later volgde hij een jaar lang les in hiphop.
Zijn danscarrière begon op zijn tweeëntwintigste toen hij in 2010 deelnam aan So You Think You Can Dance. Daar deed hij verschillende liveshows als een van de finalisten. Hij was een van de vaste leden van dansgroep Baba Yega, waarmee hij in 2016 Belgium's Got Talent won, tweede werd in de Duitse versie en halvefinalist in Britain's Got Talent. In 2017 volgde een grote show in Flanders Expo. Ondanks de successen keerde Lazaar de groep uiteindelijk de rug toe vanwege financiële wantoestanden van het management. Hij verliet de groep voordat Baba Yega in 2018 bij Studio 100 ondergebracht werd.
In die periode choreografeerde Lazaar voor de show van Niels Destadsbader in het sportpaleis. In 2019 choreografeerde hij Miss België.

### Film
Lazaars acteercarrière begon in 2018. Hij was te zien in onder andere De Bunker, De Ridder, Bergica, Patser, Grond en De Buurtpolitie.

## Oeuvre

### Films en series
- 2008: Los (film)
- 2012: Bergica (sketchreeks)
- 2013: Het Vonnis (film)
- 2013: De Ridder (serie)
- 2015: De Bunker (serie)
- 2018: Patser (film)
- 2018: Rafaël (film)
- 2020: De Buurtpolitie (serie) seizoen 12/13. Lazaar speelt er de rol van stagiair Sami.[3]
- 2021: Grond (serie)
- 2022: Rebel (film)
- 2025: Patsers (film)

### Dans en choreografie
- 2010: Finalist in So You Think You Can Dance
- 2016: Winnaar van Belgium's Got Talent met  Baba Yega.
- 2018: Choreograaf en danser voor Niels Destadsbader in het Sportpaleis van Antwerpen
- 2019 - 2023: Choreograaf van Miss België